# Bumazjnyj soldat
Bumazjnyj soldat (russisk: Бумажный солдат) er en russisk spillefilm fra 2008 af Aleksej Aleksejevitj German.

## Medvirkende
- Merab Ninidze som Daniil Pokrovskij
- Tjulpan Khamatova som Nina
- Anastasija Sjeveljova som Vera
- Aleksandr Glebov som David
- Ruslan Ibragimov som Adrian Nikolajev